# 横須賀市立走水小学校
横須賀市立走水小学校（よこすかしりつ はしりみずしょうがっこう）とは、神奈川県横須賀市走水にあった公立小学校。1873年開校。2025年3月に横須賀市立馬堀小学校に統合されて閉校した。

## 特徴
三浦半島の突端にあり「海に一番近い学校」とも呼ばれ、かつては海で泳いだり水平線を見つめたりする授業もあった。学校の目の前の磯で海の生き物に接する「海の幸集会」を恒例としていた。
2023年度では、横須賀市の小学校の中で唯一複式学級が存在していた。

## 沿革
- 1873年（明治6年）9月1日 - 第一大学区神奈川県管内第十中学区相模国三浦郡第七十三番小学走水学舎として開校。
- 1876年（明治9年） - 走水小学校に改称。
- 1892年（明治25年） - 浦賀町尋常走水小学校に改称。
- 1923年（大正12年） - 浦賀町走水尋常小学校に改称。
- 1930年（昭和5年）4月28日 - 現在の所在地に移転。この日を創立記念日とした。
- 1941年（昭和16年）4月1日 - 国民学校令により浦賀町走水国民学校に改称。
- 1943年（昭和18年）4月1日 - 浦賀町が横須賀市に編入されたため、横須賀市走水国民学校に改称。
- 1947年（昭和22年）4月1日 - 学校教育法により現校名に改称。
- 1975年（昭和50年）- 閉校時の校舎が完成。当時の児童数は約270人[1]。
- 2025年   (令和7年) 3月25日  - 閉校式を挙行。閉校時の児童数は29人だった[2]。
- 2025年  (令和7年) 3月29日  - 在校生や卒業生、地域住民ら約1000人が参加して閉校イベントを開催[4]。
- 2025年（令和7年）4月1日 - 横須賀市立馬堀小学校に統合される。

## 通学区域
2014年度は走水であった。

## 進学先中学校
本校の通学区域が通学先となっていたのは横須賀市立馬堀中学校である。
また、公立学校選択制により横須賀市立大津中学校、横須賀市立鴨居中学校にも進学できた。

## 交通
- 京浜急行バス走水小学校バス停より徒歩